# L'amore tanto per fare
L'amore tanto per fare è un romanzo di Carlo Cassola pubblicato dalla casa editrice Rizzoli nel 1981.
Il romanzo costituisce il seguito di Monte Mario e doveva essere inizialmente pubblicato a puntate sulla rivista «l'Asino», fondata da Cassola e Francesco Rutelli nel 1979, ma venne interrotto con la chiusura della testata dopo sette numeri. Il romanzo uscirà integralmente due anni dopo per Rizzoli.
Nel romanzo, costruito come un romanzo giallo o un poliziesco, tornano i personaggi di Monte Mario del colonnello Varallo e di Elena Raicevic.

## La critica
Scrive Renato Bertacchini che L'amore tanto per fare è «un romanzo di metamorfosi, dove la "malattia del pensionamento", la metamorfosi dell'età che affligge il personaggio maschile celebrano i loro cupi trionfi».

## Edizioni
- Carlo Cassola, L'amore tanto per fare, Milano, Rizzoli, 1981.